# Bufo luchunnicus
Bufo luchunnicus es una especie de anfibio anuro de la familia Bufonidae.

## Distribución geográfica
Esta especie es endémica de la provincia de Yunnan, China. Habita alrededor de 1650 m sobre el nivel del mar en Huang Lian Shan.

## Publicación original
- Yang, 2008 : Amphibia. Amphibia and Reptilia of Yunnan. Yunnan Publishing Group Corporation, Yunnan Science and Technology Press, Kunming, p. 12-152.[5]